# گمینا گیژتسکو
گمینا گیژتسکو (به لهستانی:  Gmina Giżycko) یک گمینا در لهستان است که در شهرستان گیژتسکو واقع شده‌است. گمینا گیژتسکو ۲۸۹٫۷۶ کیلومتر مربع مساحت و ۷٬۶۷۱ نفر جمعیت دارد.